# Atopochilus
Atopochilus es un género de peces de la familia Mochokidae en el orden de los Siluriformes.

## Especies
Las especies de este género son:
- Atopochilus chabanaudi Pellegrin, 1938
- Atopochilus christyi Boulenger, 1920
- Atopochilus macrocephalus Boulenger, 1906
- Atopochilus mandevillei Poll, 1959
- Atopochilus pachychilus Pellegrin, 1924
- Atopochilus savorgnani Sauvage, 1879
- Atopochilus vogti Pellegrin, 1922